# 40グロック
40グロック（40 Glocc、フォーティー・グロック、本名: ローレンス・ホワイト、1979年12月16日 - ）は、アメリカ合衆国のラッパーである。現在、インフェイマスレコードとGユニット・レコードと契約を結んでいる。

## 人物
アメリカ合衆国のテキサス州ガルバストン出身。8歳の時、母に連れられてカリフォルニア州の様々な地域を転々とした後、インランド・エンパイア地域にあるコルトン市に落ち着いた。そのとき、ギャングであるコルトン・シティ・クリップスの一員になったが、組織の掟に対して否定的になっているうちに、ギャングとの関係を解消した。1997年、地元の友人とともにラップ・グループ「Zoo Crew」を設立し、レコーディングを行い、トニーGとジュリオGがプロデュースする最初のアルバム「Migrate, Adapt or Die」を宣伝した。
2013年より、「Yon Ju」(ヨンジュー)という名前で一部活動しており、Twitterのアカウントにもこの名前が見られる。これは日本語における40の読み方に由来する。

## ディスコグラフィ

### スタジオアルバム
- 2003年: The Jakal
- 2009年: Concrete Jungle
- 2011年: Big Bad 4-0 New World Agenda

### コラボレーションアルバム
- 1997年: Migrate, Adapt or Die （Zoo Crewとの共作）
- 2009年: Concrete Jungle （Zoo Lifeとの共作）

### 公式ミックステープ
- 2006年: Outspoken[5]
- 2006年: Outspoken 2[6]
- 2007年: Outspoken 3 (D.J. Whoo Kidとの共作、50セント主催)[7]
- 2007年: That New Nigga (D.J. Nik BeanとD.J. Felli Felの共作)[2][8]
- 2009年: I Am Legend (D.J. Whoo KidとD.J. Nik Beanとの共作)[9]

## 出演作品
- 1999年: Thicker Than Water
- 2000年: Tha Eastsidaz
- 2002年: Book Of Love
- 2002年: American Rap Stars
- 2008年: Number One With A Bullet
- 2009年: お願い!プレイメイト Miss March
- 2009年: The Second Half
- 2009年: Rhyme And Punishment